# Міжнародний аеропорт Сунан
Міжнародний аеропорт Сунан (кор. 순안 국제공항), (IATA: FNJ, ICAO: ZKPY) — провідний аеропорт КНДР. Головний транзитний вузол державної авіакомпанії Air Koryo. Розташований за 24 км від центру Пхеньяна.

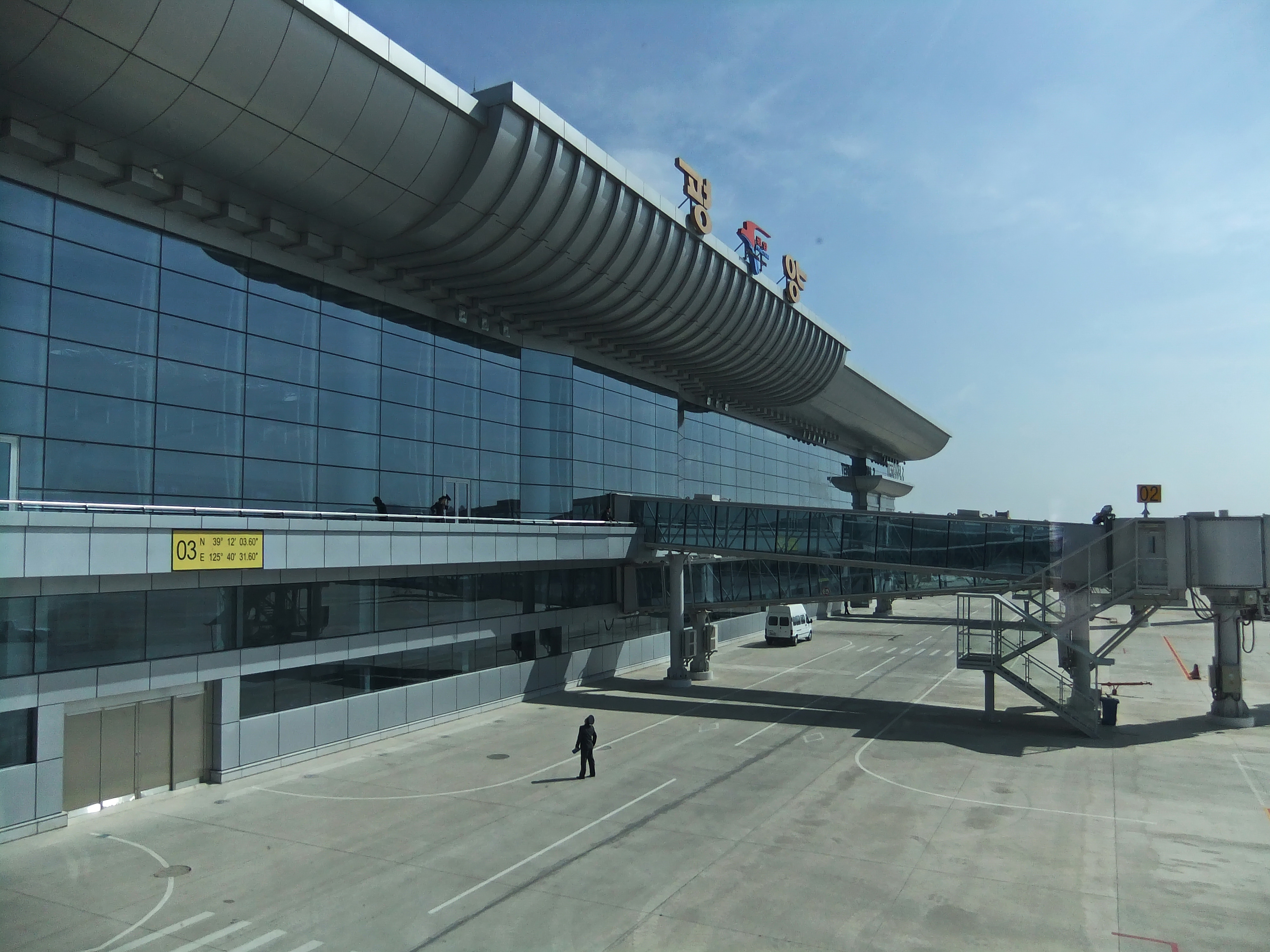
Термінал 2

Має дві взлітно-посадкові смуги. Та, що ширша, використовується нині (січ. 2019), інша — закрита.
Режим роботи аеропорту в літній період з 6:00 до 22:00, в зимовий період — з 7:00 до 21:00.

## Авіалінії та напрямки

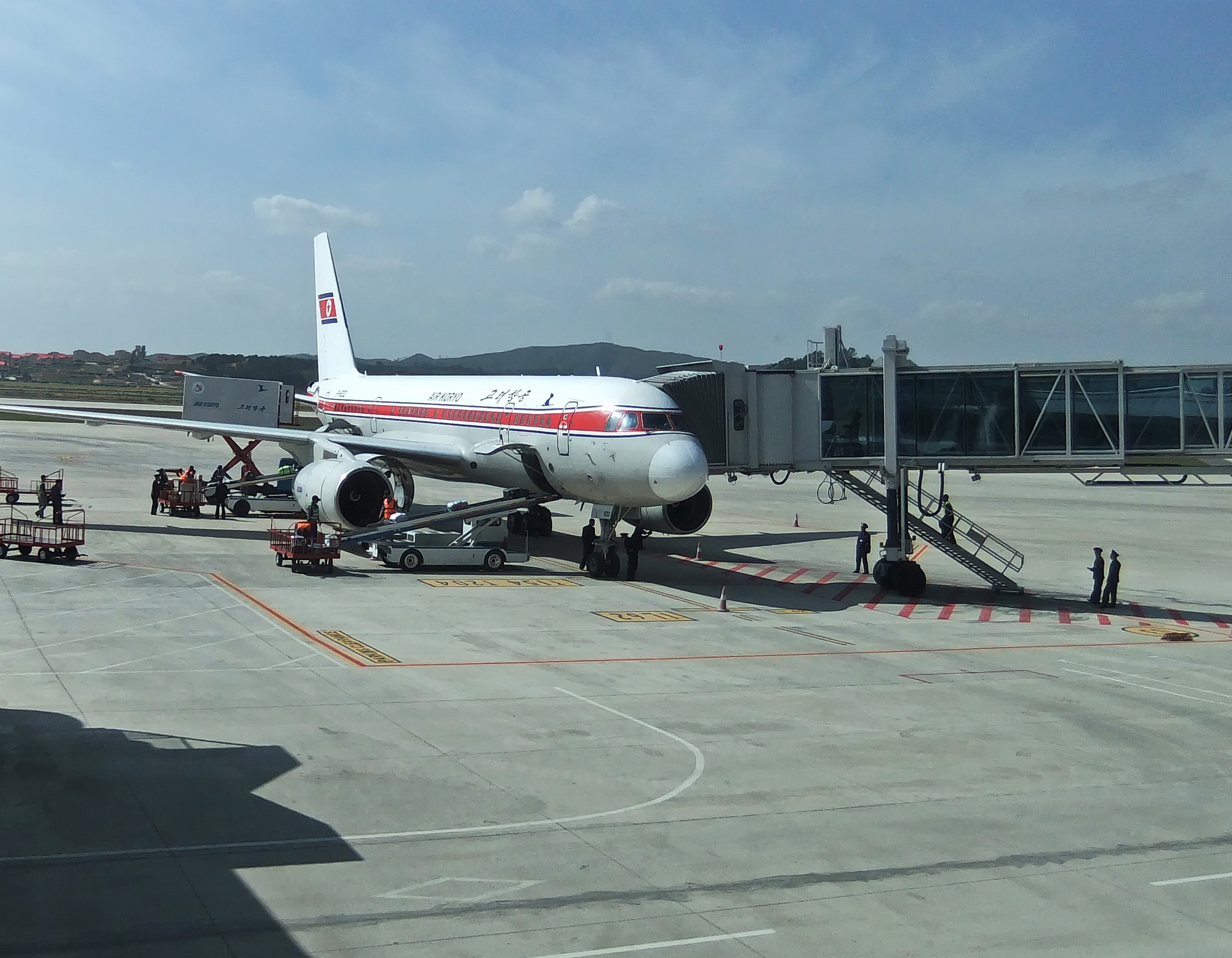
Ту-204 Air Koryo (борт P-632) на стоянці в аеропорту Сунан

### Пасажирські
| Авіакомпанія | Пункт призначення                                                              |
| ------------ | ------------------------------------------------------------------------------ |
| Air China    | Пекін-Шоуду                                                                    |
| Air Koryo    | Пекін-Шоуду, Чхонджін, Макао, Самджійон, Шеньян, Сінийджу, Владивосток, Вонсан |

## Місцезнаходження
Аеропорт розташований приблизно за 25 кілометрів (16 миль) від міста, приблизно за 30 хвилин їзди автомагістраллю Пхеньян-Хічхон. Крім того, станція Сунан, розташована на лінії Корейської державної залізниці, розташована за 800 метрів (2600 футів) від будівлі терміналу аеропорту Пхеньян.